# Хемпдън Парк
„Хемпдън Парк“ е стадионът, на който играе домакинските си мачове националният отбор по футбол на Шотландия. Стадионът е и клубната арена на местния футболен клуб Куинс Парк.
Спортното съоръжение се намира в жилищния район Маунт Флорида на град Глазгоу, Шотландия.
Стадионът е построен през 1903 г. и има капацитет от 52 063 зрители. Реновеиран е за последен път през 1999 г.
През 1960 г. е домакин на финалния мач от Шампионската лига, в който Реал (Мадрид) побеждава германския Айнтрахт (Франкфурт) със 7:3.
Отново този стадион се оказва щастлив за отбора на Реал (Мадрид), който през 2002 г. побеждава на финала за Шампиоската лига друг германски отбор — „Байер“ (Леверкузен) с победен гол на Зинедин Зидан.
През 2007 г. отново се оказва в центъра на футболните събития. Този път се играе финален мач за Лига Европа (бившия турнир Купа на УЕФА), в който Севиля надделява над друг испански отбор – „Еспаньол“, с 3:1 след изпълнение на дузпи.
През годините на този стадион са изиграни множество мачове между кръвните врагове, най-титулуваните футболни отбори в Шотландия – „Селтик“ и градския му опонент „Глазгоу Рейнджърс“.
Стадионът, подобно на всички британски стадиони, се характеризира с невероятна акустика, която се създава от запалянковците на отбора-домакин, които целят да създадат напрежение и несигурност у играчите на гостуващия отбор.
На този стадион се провеждат и редица други мероприятия от обществен характер. Най-вече това са концертите на световноизвестни музиканти. Такива изпълнители са: Еминем, Роби Уилямс, Тина Търнър, Джордж Майкъл, Род Стюарт и още много други.